# Ostatni Mohikanin (film 1964)
Ostatni Mohikanin (niem. Der letzte Mohikaner, wł. La valle delle ombre rosse, hiszp. El último mohicano) – niemiecko-włosko-hiszpański western przygodowy z 1965 roku w reżyserii Haralda Reinla luźno oparty na powieści Jamesa Fenimore’a Coopera o tym samym tytule.
Akcja filmu względem powieści przeniosła się o ponad sto lat do przodu na Zachodnie Stany Zjednoczone świeżo po wojnie secesyjnej.

## Obsada
- Joachim Fuchsberger – kapitan Bill Hayward
- Karin Dor – Cora Munroe
- Marie France – Alice Munroe
- Marianne Lutz – Alice Munroe (głos)
- Carl Lange – pułkownik Munroe
- Curt Ackermann – pułkownik Munroe (głos)
- Ricardo Rodríguez – Magua
- Gerd Duwner – Magua (głos)
- Kurt Großkurth – kucharz
- Daniel Martín – Unkas
- Thomas Eckelmann – Unkas (głos)
- Anthony Steffen – Sokole Oko
- Horst Niendorf – Sokole Oko (głos)
- Mariano Alcón – Tamenund
- Frank Braña – kapral
- Mike Brendel – Chingachgook
- Stelio Candelli – Roger
- Rainer Brandt – Roger (głos)
- Carlos Deschamps – Jackson
- Rafael Hernández – pomocnik Rogera
- Jean-Claude Mathieu – Matt
- Ángel Ter – Jeff

## Wersja polska
Reżyseria: Jerzy Twardowski

Wystąpili:
- Igor Śmiałowski – kapitan Bill Hayward
- Teresa Szmigielówna – Cora Munroe
- Roman Wilhelmi – Unkas
- Andrzej Antkowiak – Sokole Oko
- Adam Wysocki – pułkownik Munroe
- Zbigniew Kryński – kucharz
- Hanna Łubieńska – Alice Munroe
- Cezary Julski – Roger
- Janusz Bylczyński – Magua

Źródło: 